# Dissani
Dissani est une petite ville du Togo située dans la Préfecture de Bassar, dans la région de la Kara

## Géographie
Dissani est situé à environ 45 km de Kara,

## Vie économique
- Marché paysan les lundi

## Lieux publics
- École primaire
- Dispensaire